# San Martín (Boltaña)
San Martín es una localidad española actualmente perteneciente al municipio de Boltaña, en la provincia de Huesca. Pertenece a la comarca del Sobrarbe, en la comunidad autónoma de Aragón.
- Datos: Q6119304
- Multimedia: San Martín de La Valle / Q6119304